# Étoile du Roy (1997)
Pour l’article homonyme, voir Grand Turk.
L’Étoile du Roy est un trois-mâts carré de 46 m, réplique inspirée d'une  frégate corsaire anglaise du XVIIIe siècle, du type sixième rang de 20 canons selon la classification britannique de l'époque. Initialement baptisé Grand Turk, il a été construit en 1996 en Turquie.

## Historique

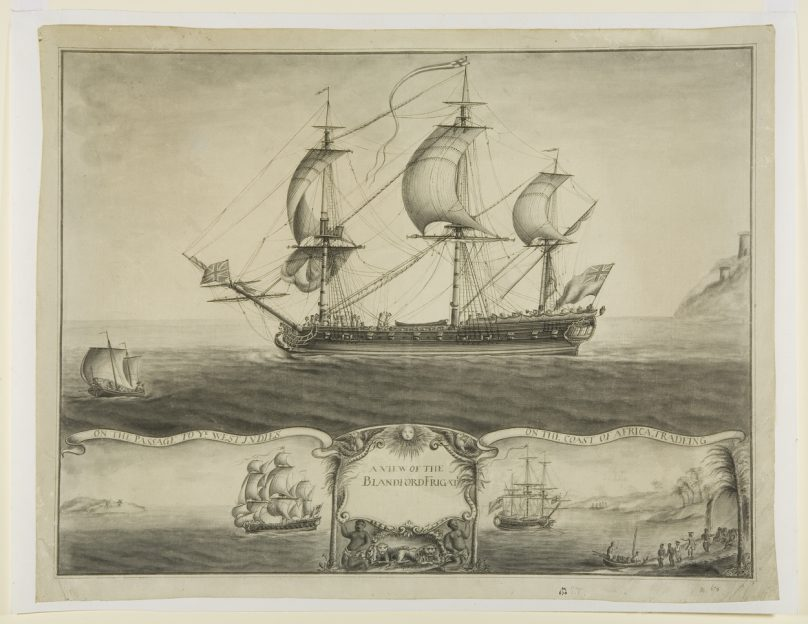
Vue de la frégate HMS Blandford vers 1760.

Le voilier a été construit en 1996 en Turquie, pour le besoin de la série télévisée britannique Hornblower. Baptisé Grand Turk, il s'agit d'une réplique inspirée par la frégate britannique HMS Blandford (lancée en 1741). Son pont ouvert est garni de canons lisses en carton (20 canons armaient l'original). Dans la série télévisée, il apparaît aux côtés de l’Étoile de France.
En 2010, il est acquis par Étoile Marine Croisières. Il a été dès lors rebaptisé l’Étoile du Roy avec comme port d'attache, la cité corsaire de Saint-Malo. L’Étoile du Roy est le deuxième plus grand navire traditionnel français.
En 2012, la figure de proue représentant un « turc » est remplacée par « Violette de La Hisse », une femme corsaire imaginée par Valérie Gautier, et sculptée par Stéphane Desdouets dans un tronc de pin de 180 kg,. C'est Valérie Gautier qui a peint la statue.
En 2015, la société Étoile Marine Croisières d'Escoffier est rachetée par Wilfrid Provost, nouvel armateur d'Étoile du Roy,.
La frégate participe aujourd'hui à des parades navales lors de festivals, et navigue également pour des événements privés tels que des séminaires, des mariages ou des tournages de films et des séries.
Il a dernièrement été utilisé comme décors dans de nombreux films et séries : La Fortuna, Les Trois Mousquetaires, Napoléon, Le Comte de Monte-Cristo...

## Origine
Son constructeur britannique, Michael Turk est l'héritier d'une longue lignée d'armateurs. Il a souhaité reproduire à l'identique et entièrement en bois un élégant navire dont les ancêtres accompagnaient les vaisseaux de ligne de la flotte de l'amiral Nelson.

### Plan
Le Grand Turk est la réplique basée sur les plans historiques du HMS Blandford construit en 1741 conformément au « 1733 Establishment » de l'Amirauté britannique. Le Grand Turk a été construit à Marmaris (Turquie), en 1996, pour un prix 2 000 000 £.
Le navire mesure 46,3 m de long pour 10,4 m de large. Son grand mât fait près de 36 m de haut et son tirant d'eau est de 3,1 m. Son gréement comprend 12 voiles. Le mât de misaine et le grand mât sont gréés en carré, chacun avec trois voiles. Le mât d'artimon est gréé en carré sur le dessus, tandis qu'en dessous il porte une brigantine. Le beaupré porte un grand foc et un faux  foc. Le navire est équipé de 2 moteurs diesel de 450 ch.

### Nom initial

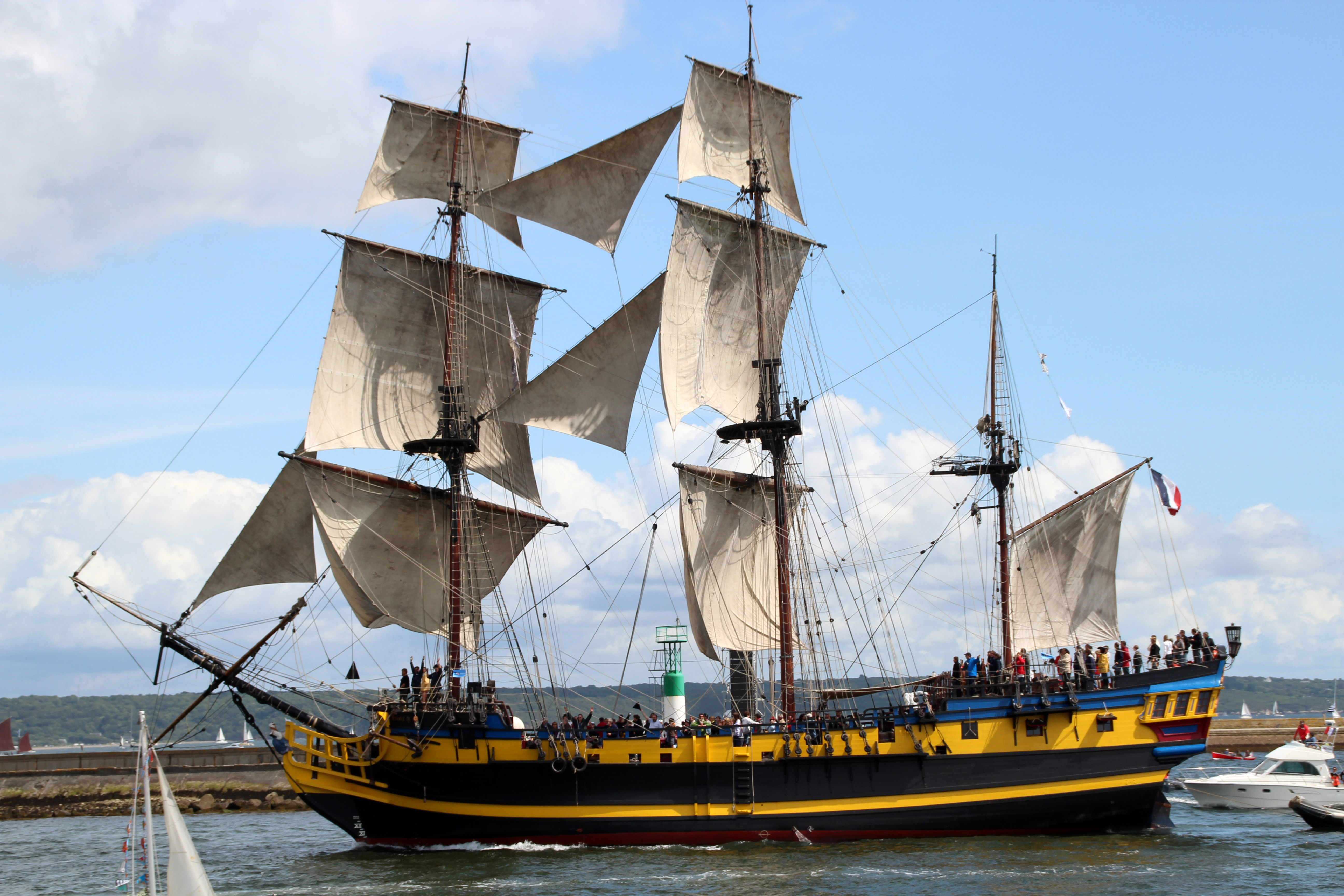
L'Étoile du Roy en 2012.

Le nom initial de Grand Turk vient de son constructeur Michael Turk. Coïncidences patronymiques voulues ou hasard, dans un ouvrage anglais d'histoire maritime, le nom fait aussi référence à un navire nommé Grand Turk capturé le 1er mai 1745 et vendu en 1749.
De plus sur les registres de l'Amirauté de Saint-Malo conservés aux Archives départementales d'Ille-et-Vilaine, le Grand Turc est un navire corsaire de 260 tonneaux capturé en juin 1746 ; son armateur est Gaud Anquetil, sieur de la Brutière et son capitaine Robert Leturc, nom d'une famille d'armateurs de Saint-Servan.

## Dans la culture populaire
- L'Étoile du Roy a servi comme décor pour la série télévisée britannique Hornblower, basée sur les romans de C. S. Forester et son personnage de fiction Horatio Hornblower, un officier de la Royal Navy durant la Révolution française et les guerres napoléoniennes. La série a été diffusée entre 1998 et 2003 sur ITV.
- Le 28 juin 2005, il a remplacé le HMS Victory, le vaisseau amiral de Nelson, lors de l'International Fleet Review, commémorant le 200e anniversaire de la bataille de Trafalgar.
- L'Étoile du Roy sert de cadre à la bande dessinée de Bruno Bertin et Jean-Charles Gaudin : Cap sur Saint-Malo : le pirate (Éditions P'tit Louis, 09/2018). Une jeune fille, amie de Vick et Vicky, voit le fantôme d'un pirate sur le bateau.
- Il apparaît à plusieurs reprises dans le film Monsieur N. d'Antoine de Caunes, sorti en 2003.

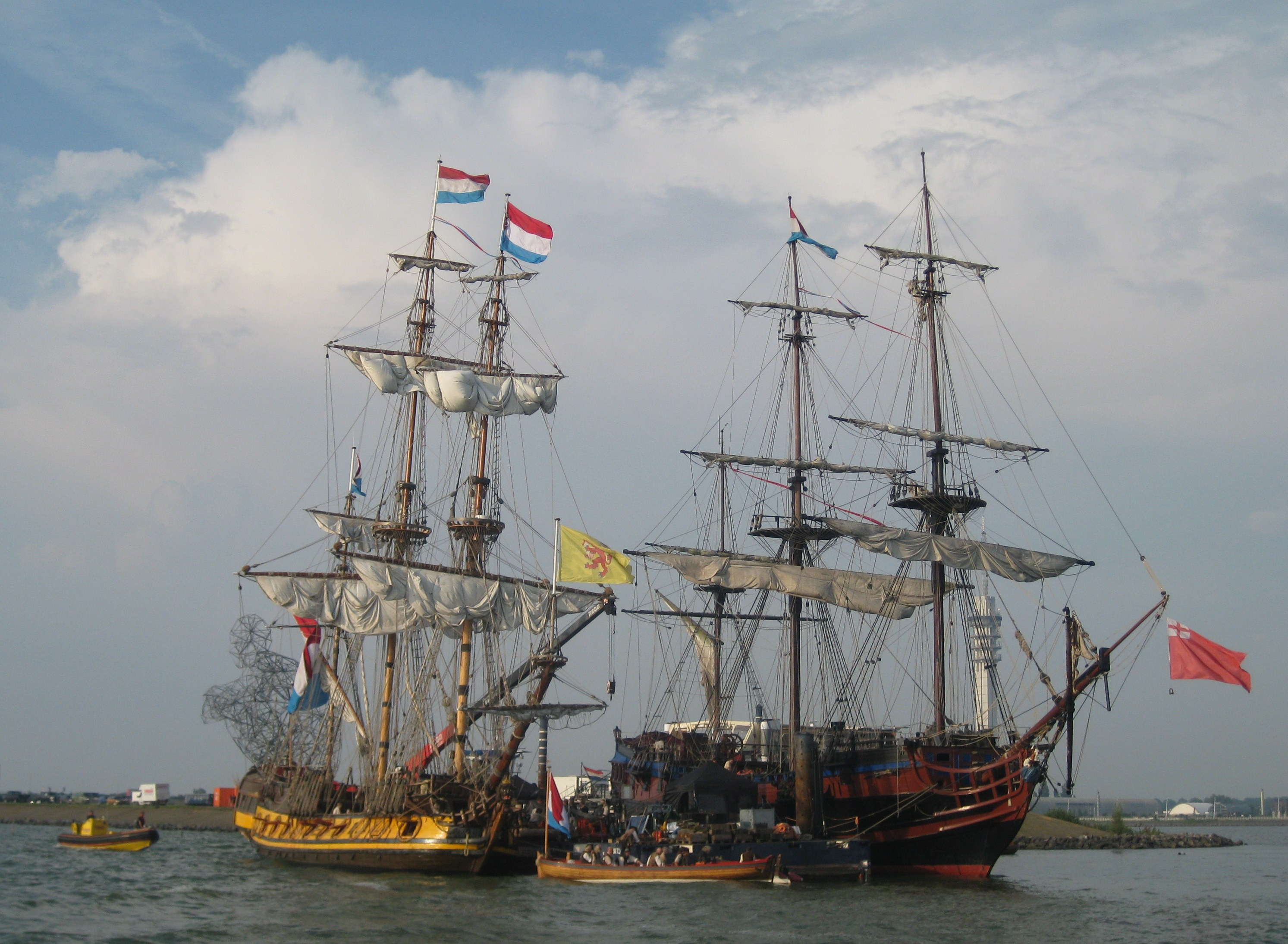
L'Étoile du Roy et le Shtandart en 2014, lors du tournage d'Armada de Roel Reiné.

- L'Étoile du Roy et le Shtandart en 2014, lors du tournage d'Armada de Roel Reiné.Il apparaît dans le film historique Armada de Roel Reiné, sorti en 2015.
- Il apparaît dans le diptyque de Martin Bourboulon, Les Trois Mousquetaires : D'Artagnan et Milady (2023), notamment dans les scènes filmées à Saint-Malo pour représenter le siège de La Rochelle[16].
- Il sert dans le film Napoléon de Ridley Scott (2023). Il est à Għajn Tuffieħa (ou Golden Bay), à Malte, pour tourner les scènes du premier fait d'armes de Napoléon (Joaquin Phoenix) : le siège de Toulon pendant la Révolution française en 1793[17].
- Il est a nouveau utilisé pour l'adaptation du Comte de Monte-Cristo réalisée par Alexandre de La Patellière et Matthieu Delaporte, incarnant Le Pharaon et mouillant notamment à Malte[18].

## Navigation et manifestations
Présence à des festivals maritimes :
Armada de Rouen :
- Armada Rouen 2003,
- Armada Rouen 2008,
- Armada Rouen 2013,
- Armada Rouen 2019,
- Armada Rouen 2023.

Semaine du Golfe :
- Édition de mai 2023,
- Édition de mai-juin 2019,
- Édition de mai 2017,
- Édition de mai 2015,
- Édition de mai 2013.

Fêtes maritimes de Brest :
- Les Tonnerres de Brest 2012,
- Fêtes maritimes de Brest (2016),
- Fêtes maritimes de Brest (2024).

Autres manifestations :
- 200e anniversaire de la bataille de Trafalgar (28 juin 2005),
- Fête de la mer de Boulogne-sur-Mer (juillet 2013),
- Festival du chant de marin de Paimpol (août 2013),
- Transat Jacques Vabre au Havre (octobre 2013),
- Transat Jacques Vabre au Havre (octobre 2015),
- Festival Tall Ship's Regatta Bordeaux 2018 (juin 2018),
- Fécamp Grand'Escale 2022,
- Fécamp Grand'Escale 2024,
- Lorient Océans 2024 (27 au 30 juin).

## Galerie d'images

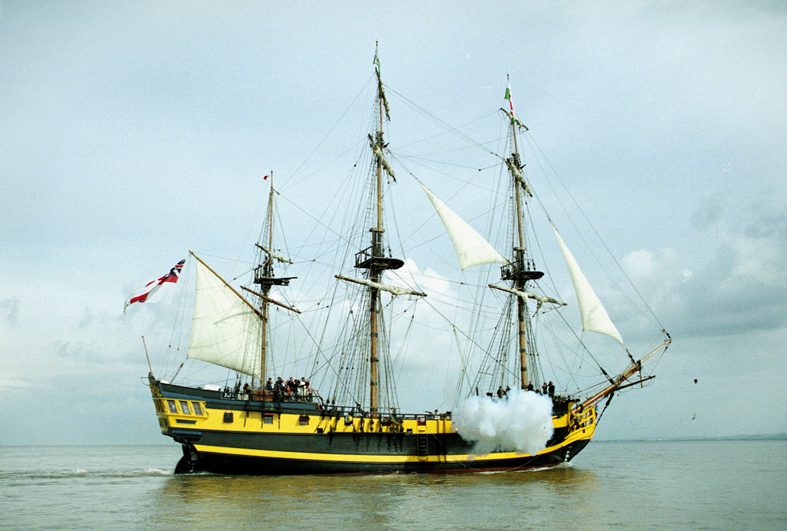
Grand Turk tirant au canon (2008).
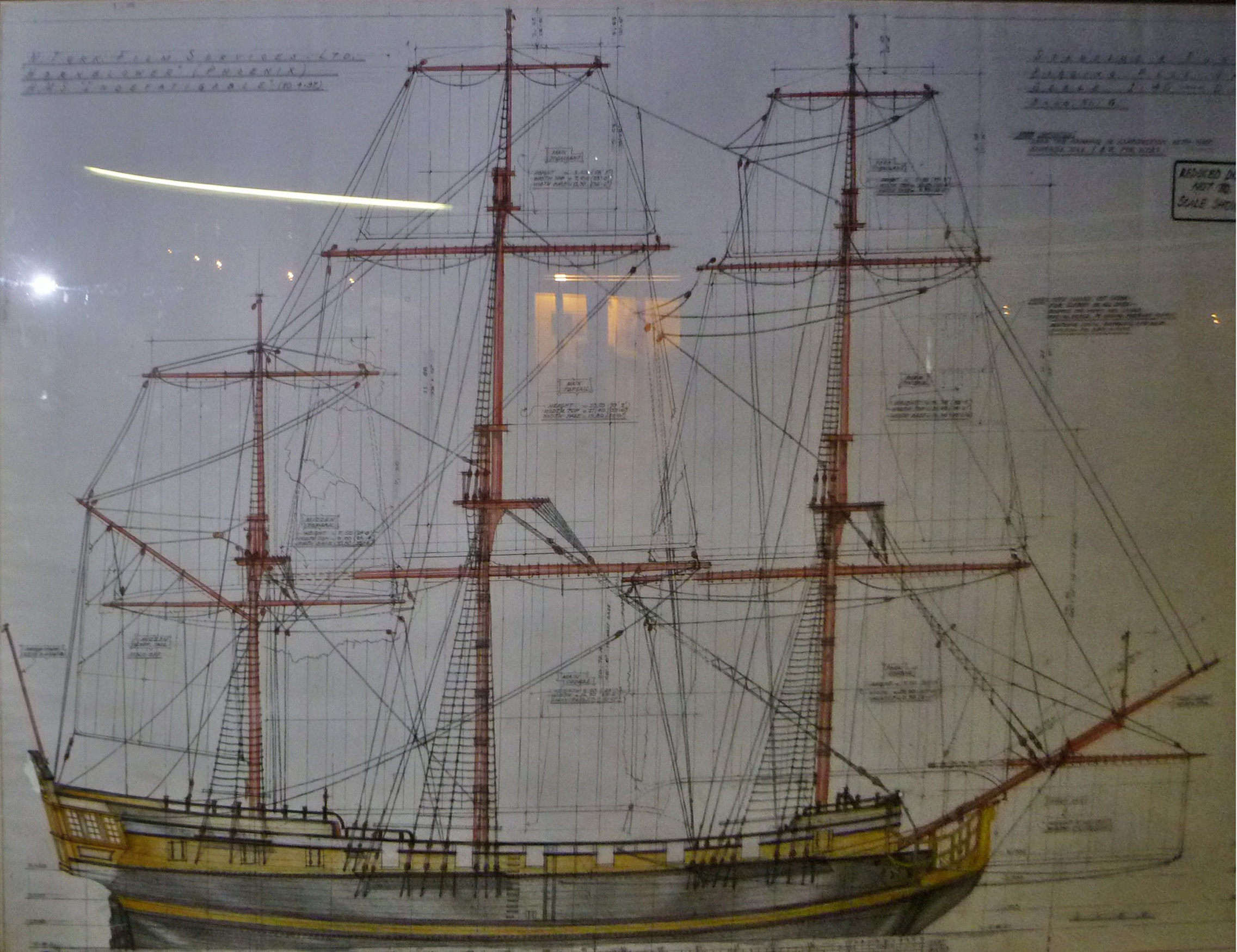
Plan de L'Étoile du Roy.
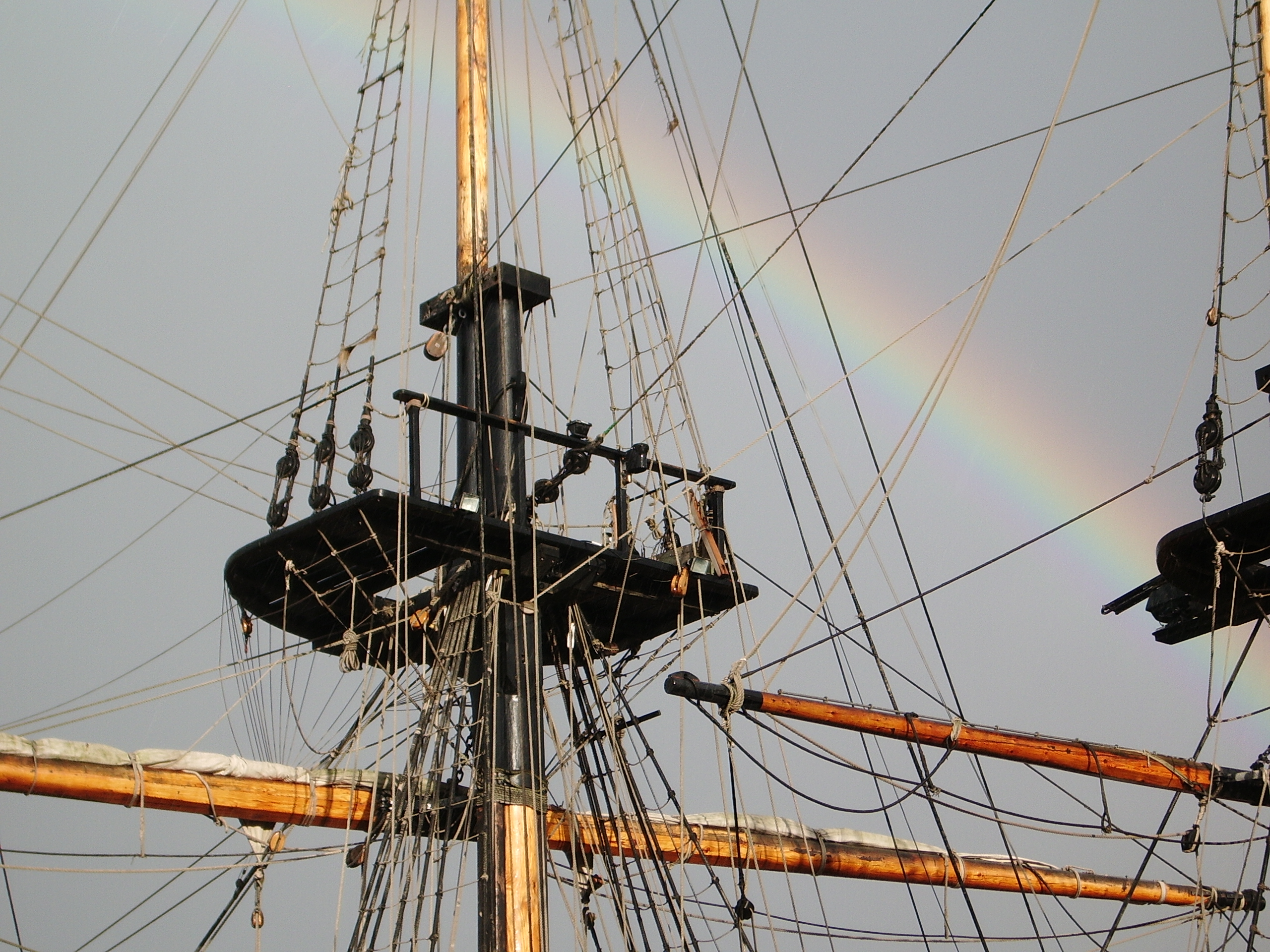
Arc-en-ciel dans le gréement.
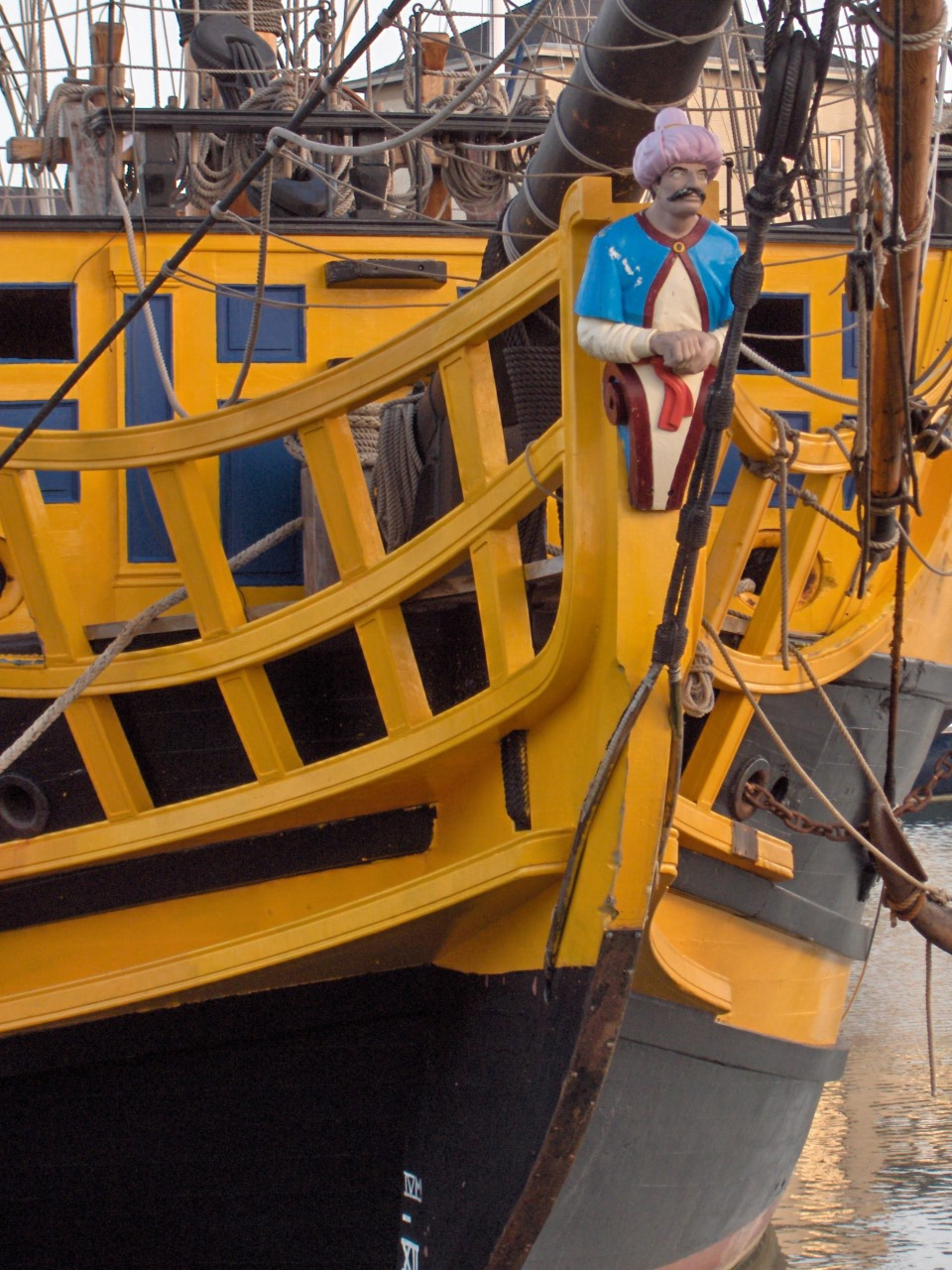
La figure de proue du « turc » (2005).
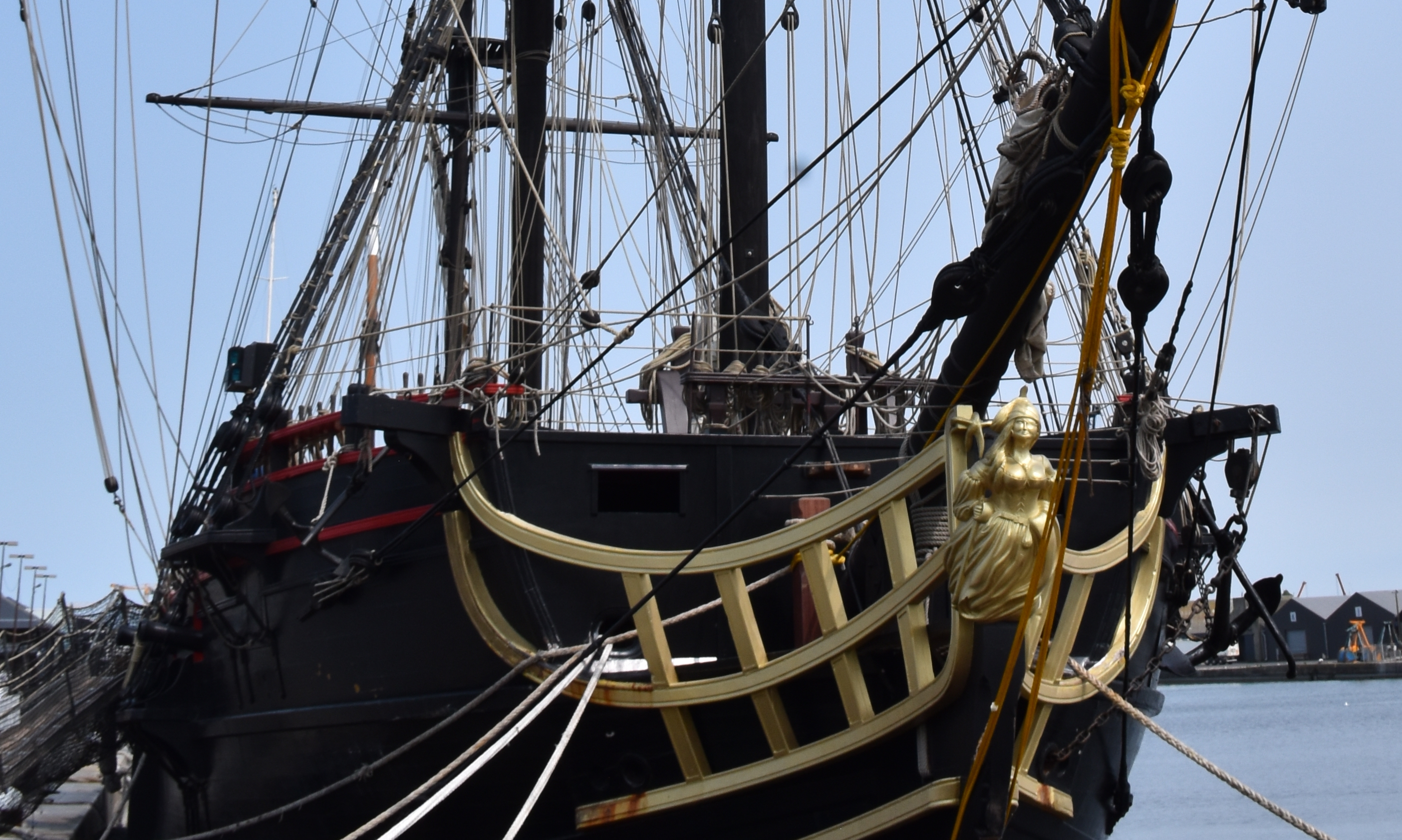
La proue et sa figure de proue Violette de La Hisse (2023).
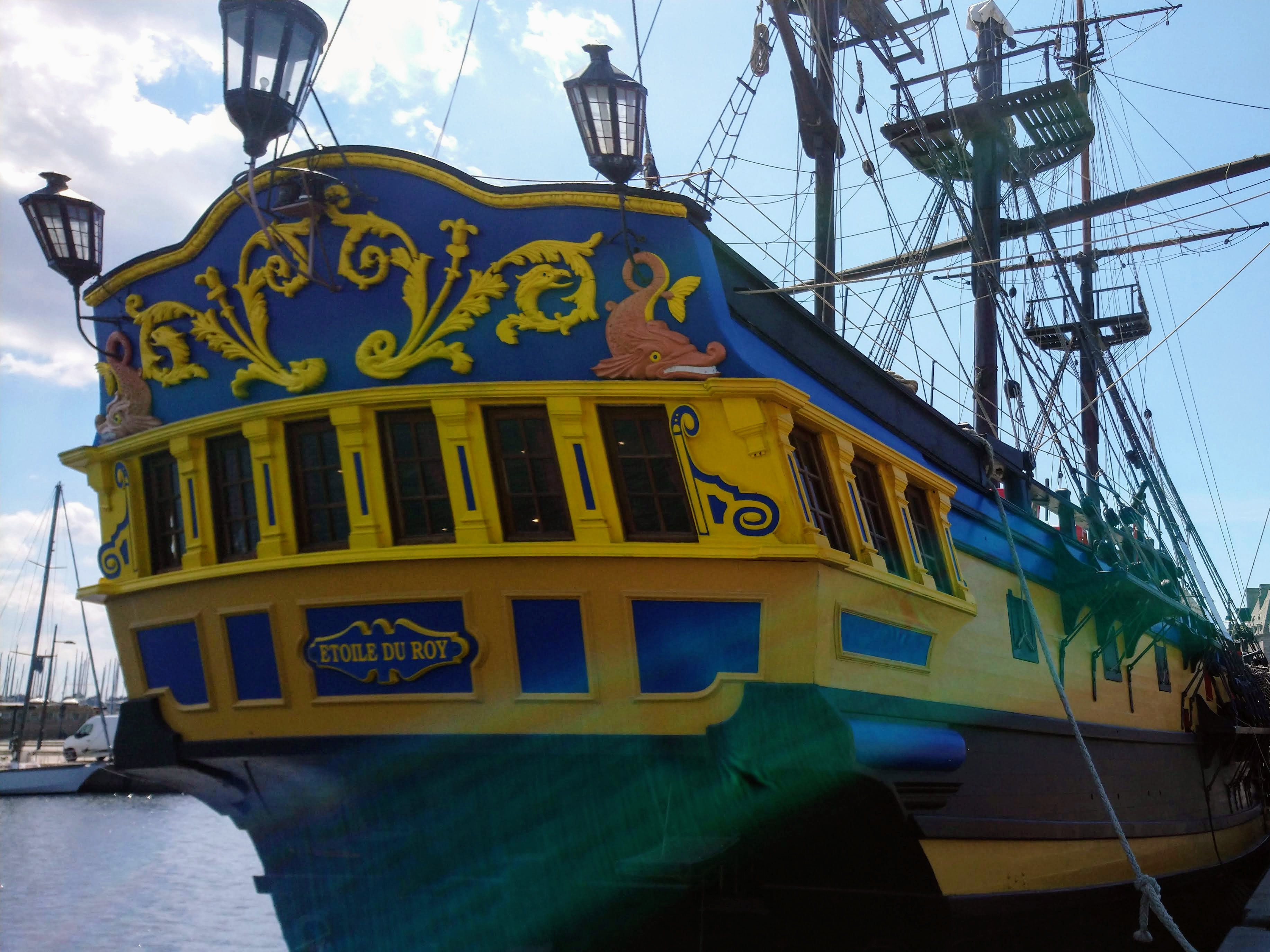
La poupe et sa dunette en 2019.
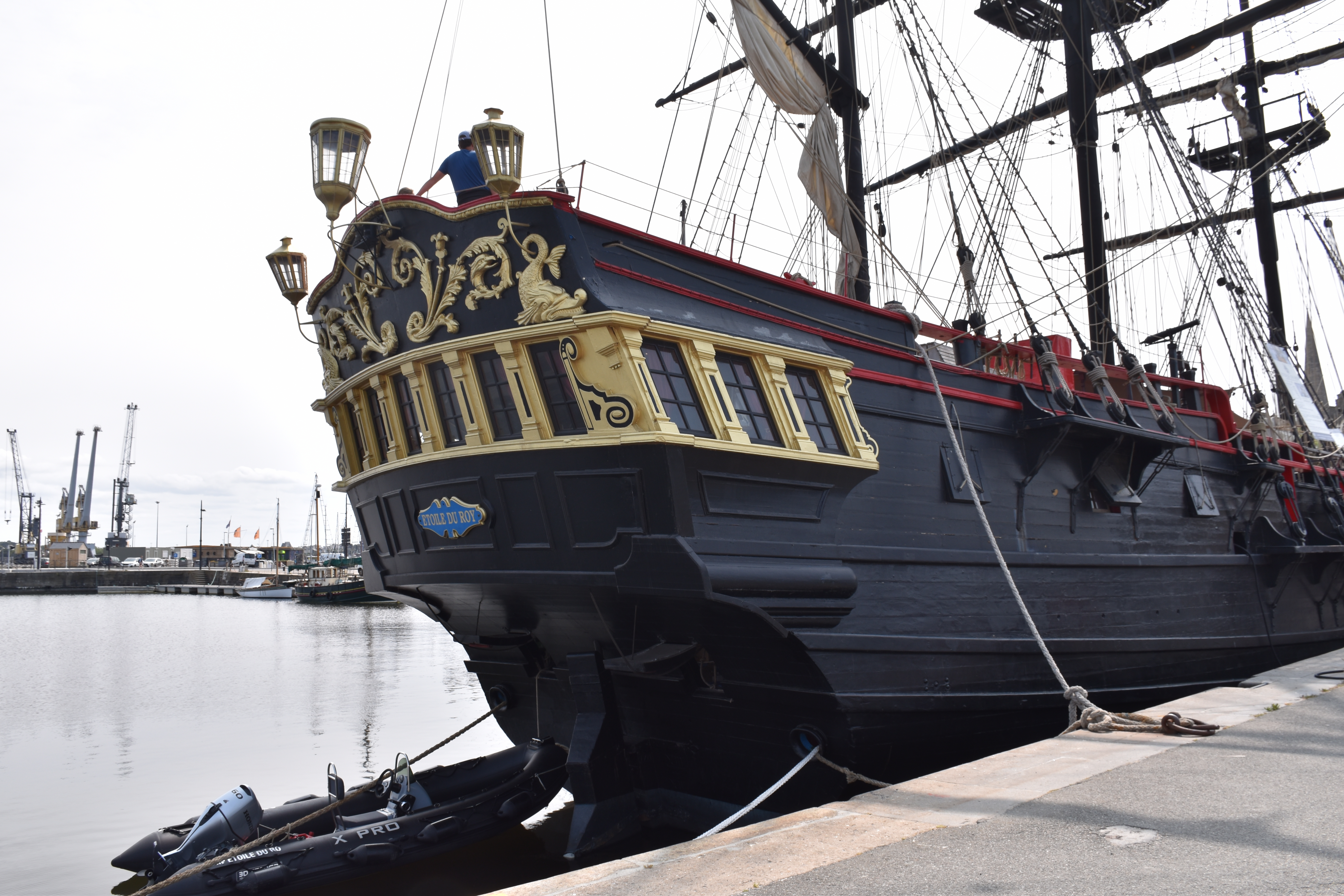
La poupe en 2023.
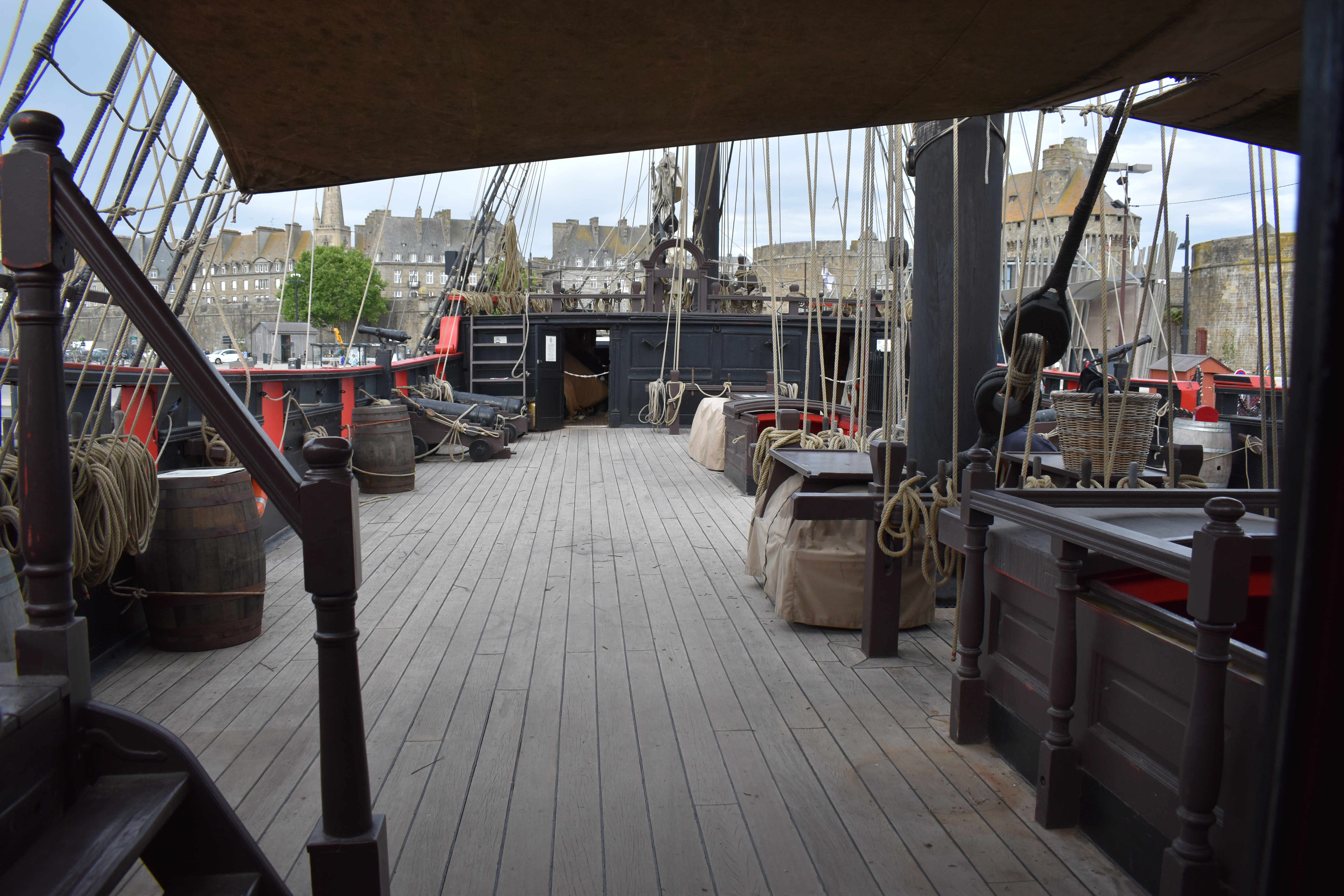
Le pont du navire (2022).
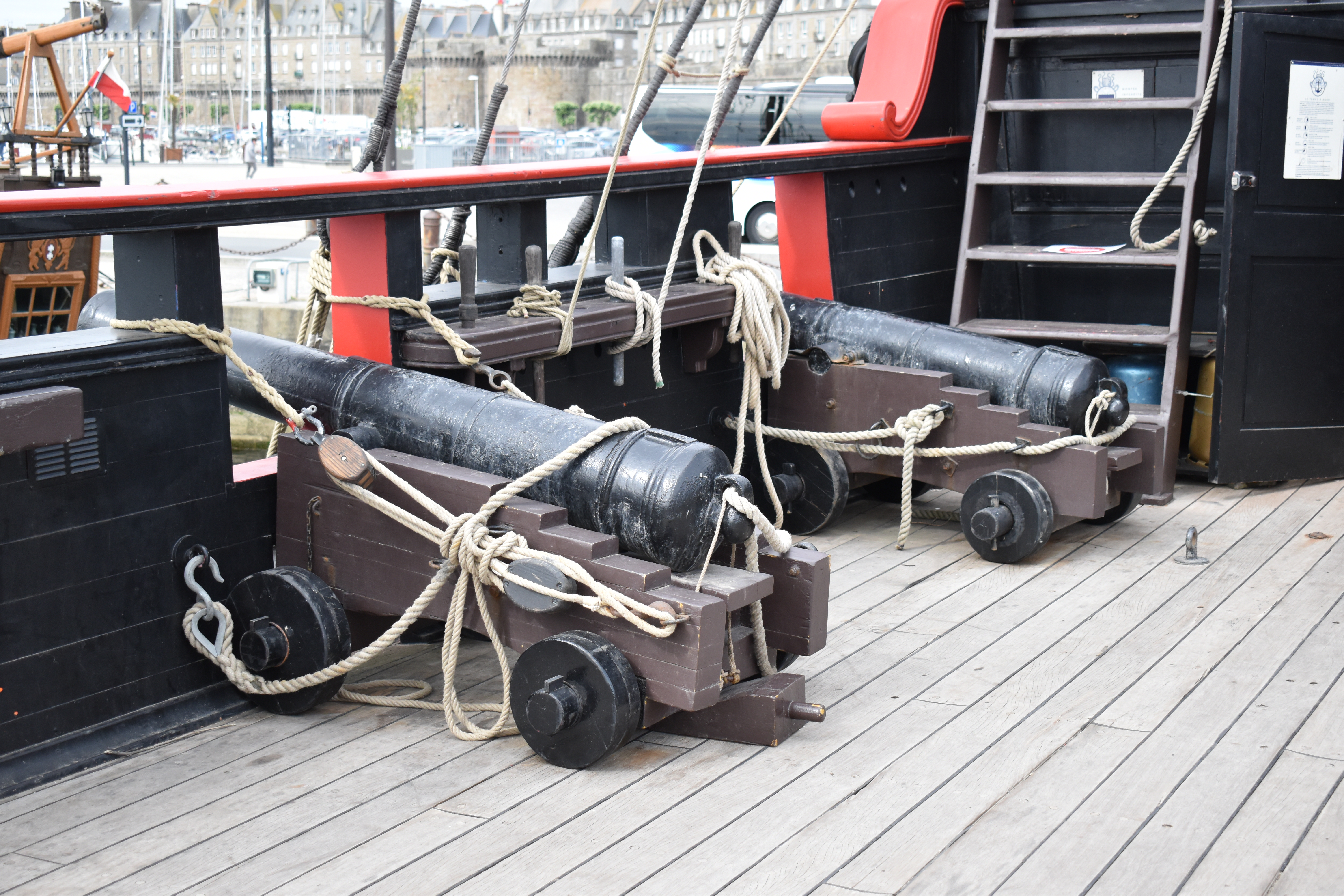
Les canons du pont.
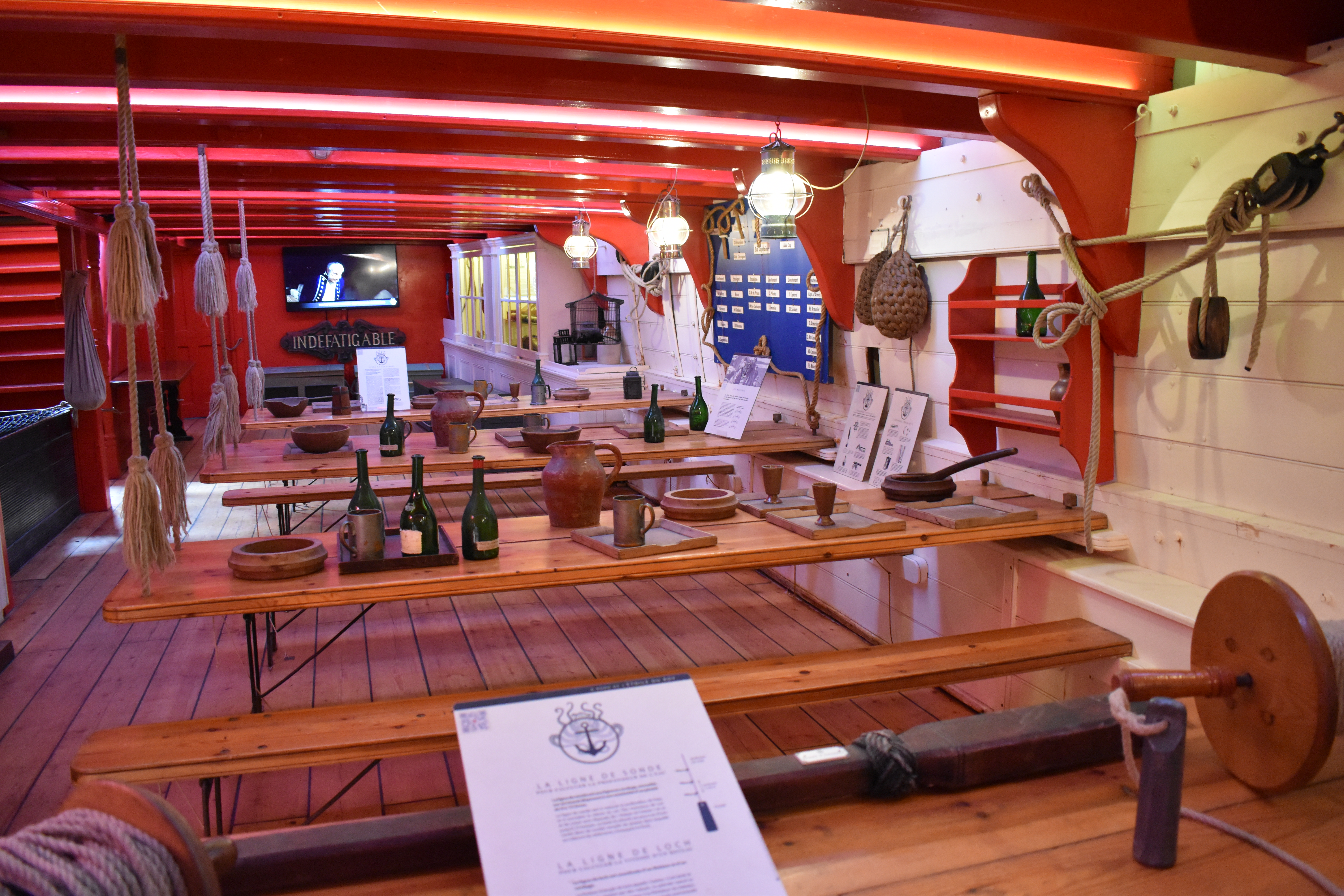
Réfectoire des matelots.
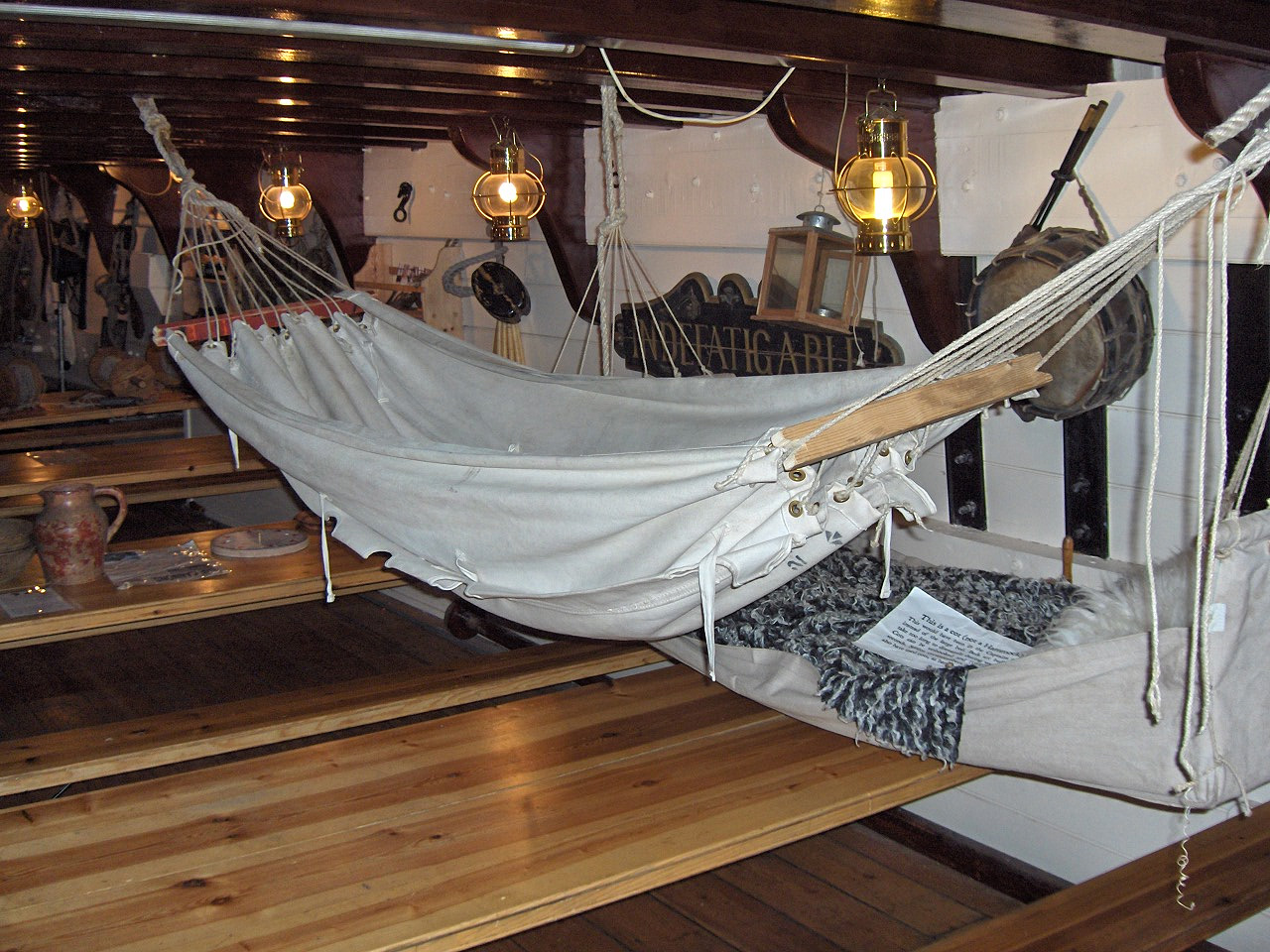
Hamacs de l'entrepont.
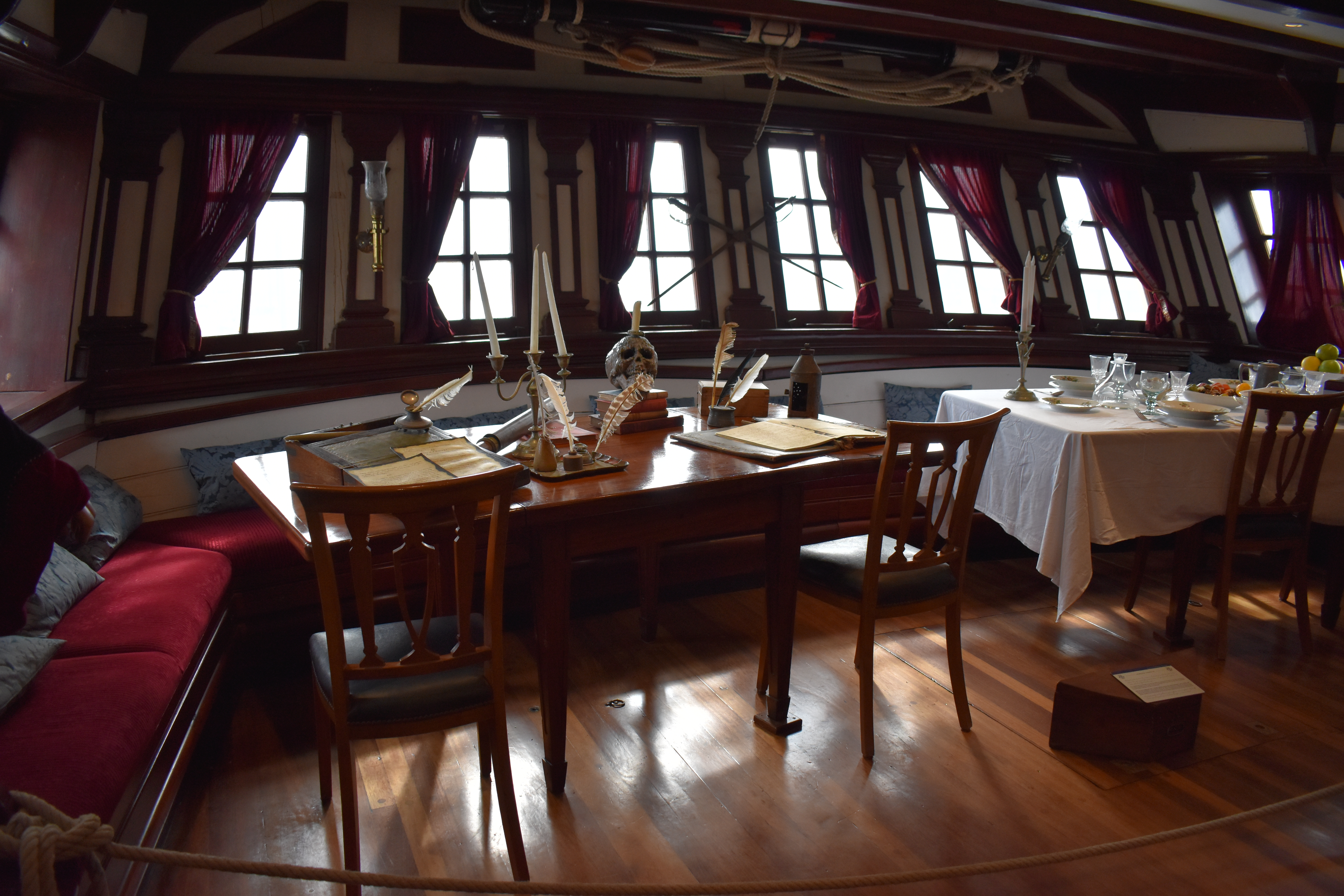
Les quartiers du capitaine dans le château de poupe.
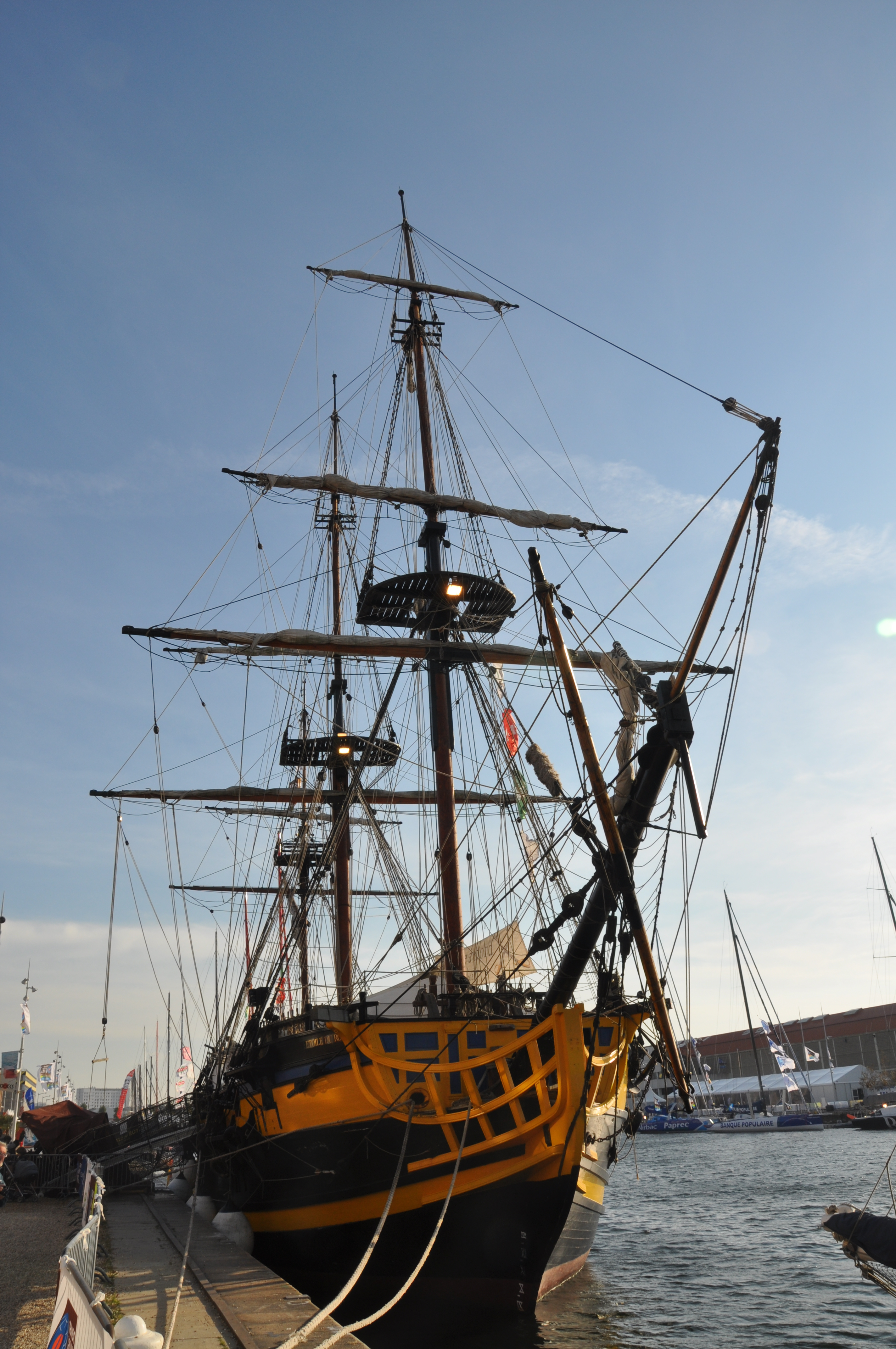
Étoile du Roy au Havre, 2011.
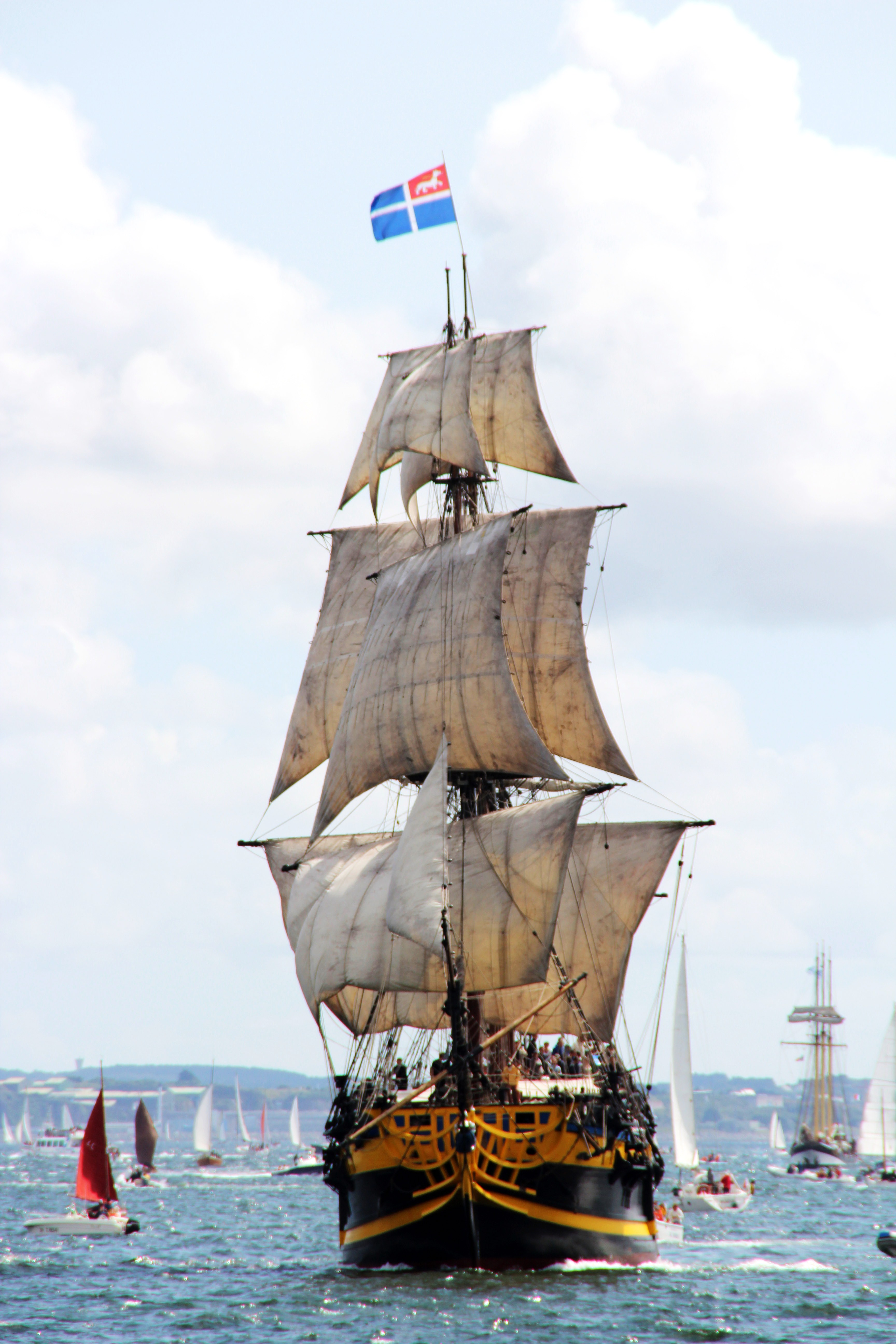
Étoile du Roy à Brest, 2012.
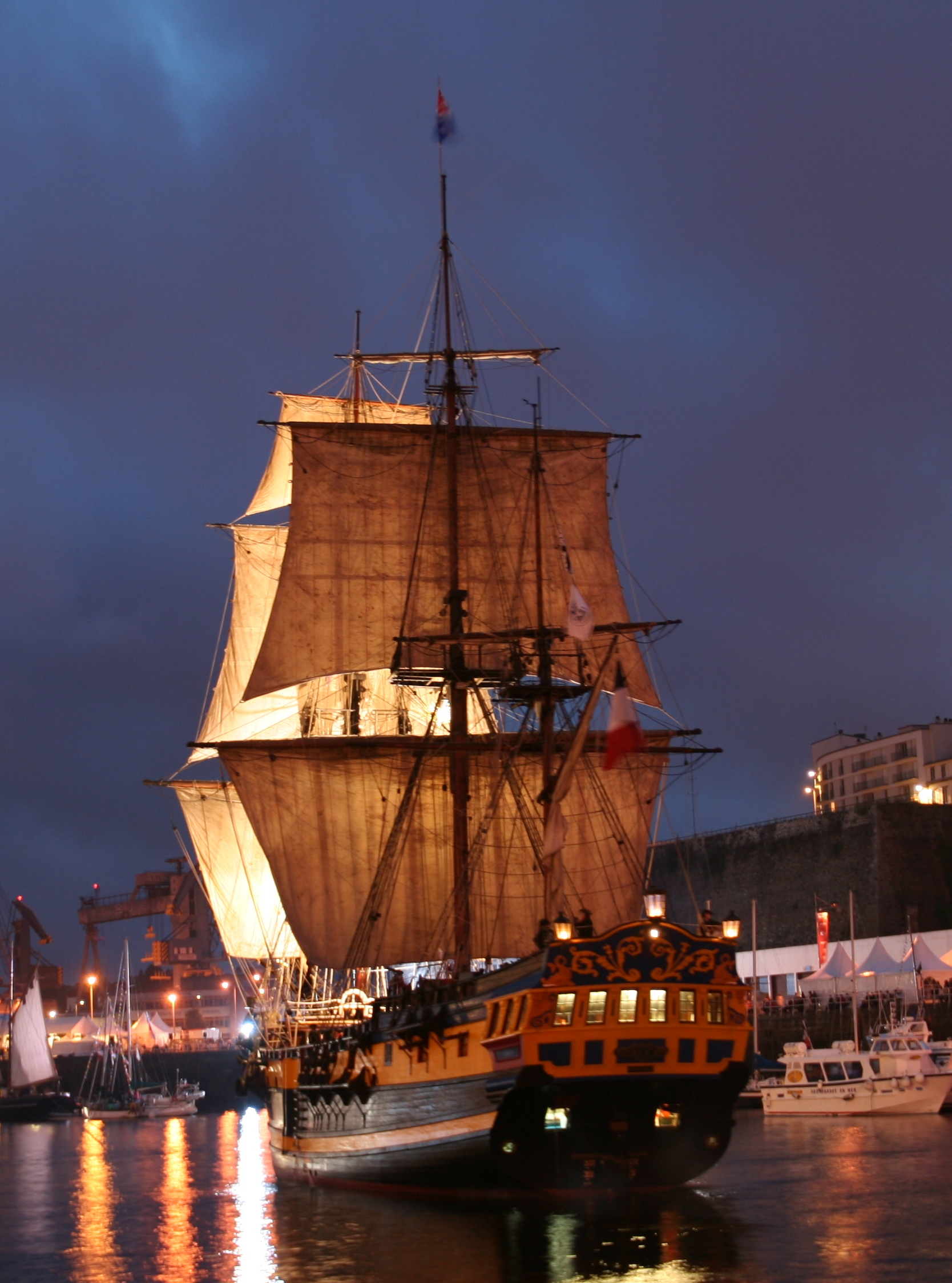
À Brest en 2012.
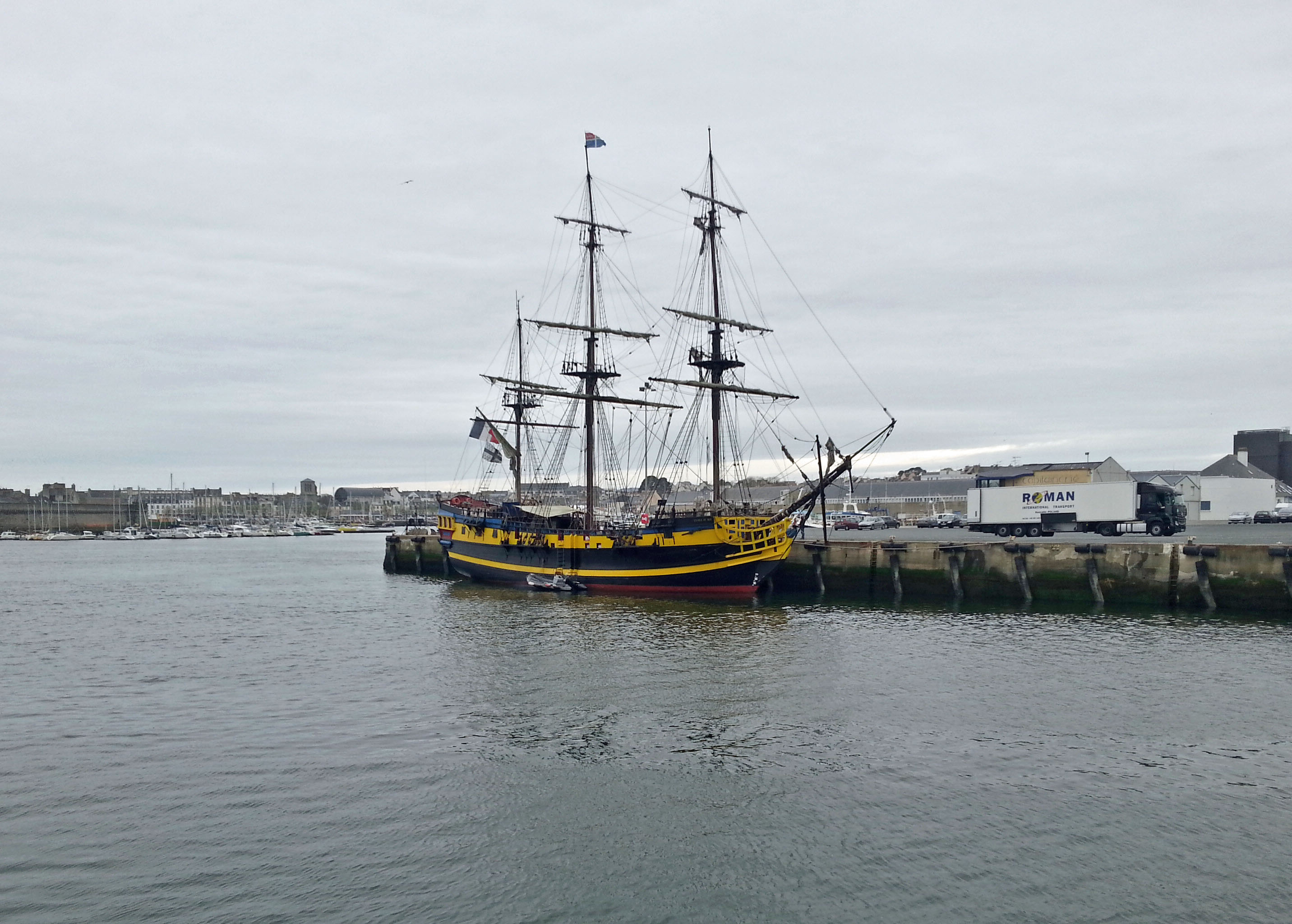
Étoile du Roy à Concarneau, 2014.
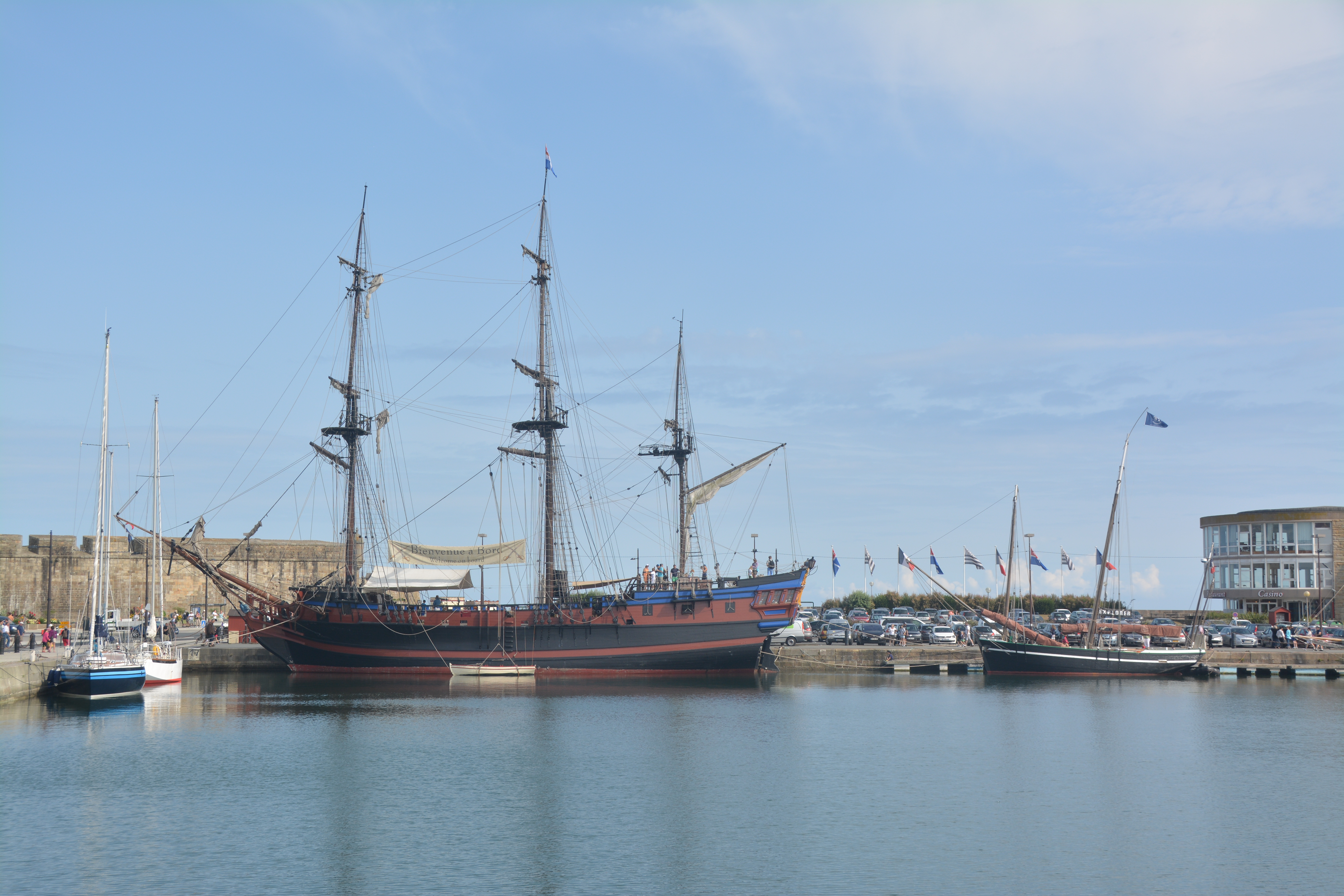
À son port d'attache : Saint-Malo.
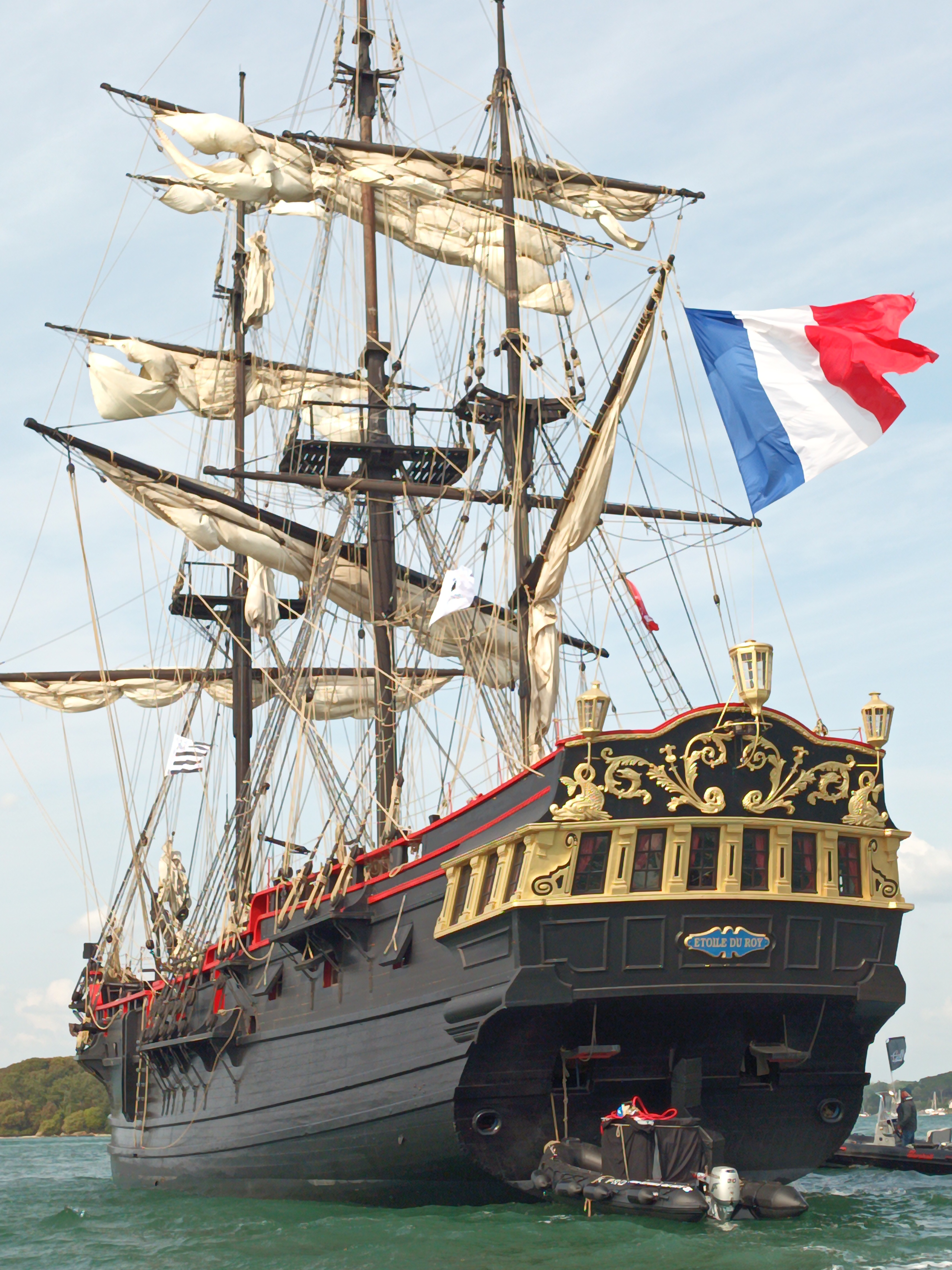
L'Étoile du Roy à la semaine du Golfe 2023.